# La Perrière (Orne)
La Perrière is een plaats en voormalige gemeente in het Franse departement Orne in de regio Normandië en telt 291 inwoners (1999). De plaats maakt deel uit van het arrondissement Mortagne-au-Perche.

## Geschiedenis
De gemeente maakte deel uit van het kanton Pervenchères. Toen dit kanton op 22 maart 2015 werd opgeheven werd La Perrière opgenomen in het op die dag opgerichte kanton Ceton. Op 1 januari 2017 fuseerde de gemeente met Eperrais, Le Gué-de-la-Chaîne, Origny-le-Butin, Saint-Ouen-de-la-Cour en Sérigny tot de commune nouvelle Belforêt-en-Perche.

## Geografie
De oppervlakte van La Perrière bedraagt 16,5 km², de bevolkingsdichtheid is 17,6 inwoners per km².
De onderstaande kaart toont de ligging van La Perrière (Orne) met de belangrijkste infrastructuur en aangrenzende gemeenten.

## Demografie
Onderstaande figuur toont het verloop van het inwonertal(bron: INSEE-tellingen).
Eperrais · Le Gué-de-la-Chaîne · Origny-le-Butin · La Perrière · Saint-Ouen-de-la-Cour · Sérigny